# جورج فيلدز
جورج فيلدز (بالإنجليزية: George Fields)‏ هو لاعب كرة قاعدة أمريكي، ولد في يوليو 1853 في واتربوري في الولايات المتحدة، وتوفي بنفس المكان في 22 سبتمبر 1933.

## وصلات خارجية
- جورج فيلدز على موقعبيزبول رفرنس.كوم (الدوري الرئيسي) (الإنجليزية)